# Bánh tiêu
Bánh tiêu hay Bánh hồ tiêu (tiếng Trung: 胡椒餅; bính âm: Hújiāo bǐng; Bạch thoại tự: hô͘-chio-piáⁿ; nghĩa đen 'bánh hồ tiêu hoặc bánh tiêu đen') là một loại bánh bột mì nướng có nguồn gốc từ thành phố Phúc Châu, thủ phủ của tỉnh Phúc Kiến, Trung Quốc. Đây là một món ăn đường phố đã trở nên khá phổ biến ở Đài Loan và có thể được tìm thấy ở các chợ đêm hoặc các quầy hàng thực phẩm mini trên khắp đất nước này. Các thành phần chính phổ biến là bột mì, nước, và chất tạo men cho vỏ bánh, cùng thịt giàu protein (thường là thịt lợn hoặc thịt bò) ướp với đường, nước tương, hạt tiêu trắng hoặc hạt tiêu đen và hành lá để làm nhân bánh bên trong.
Bánh vị ngọt được chế biến bằng những nguyên liệu gồm bột mì và bột khai cùng với đường vừng / mè và chế biến bằng phương pháp rán sôi qua chảo dầu nóng. Đây là loại bánh phục vụ tại chỗ, người mua lấy bánh khi vừa rán xong vì bánh muốn ngon phải là loại bánh vừa vớt ra khỏi chảo dầu, còn nóng, vừa mềm lại giòn. Bánh tiêu được cho thêm ít đường đủ để làm dậy hơn vị ngọt của bột. Vị ngọt của bánh tiêu vì thế nhẹ, không như những loại bánh ngọt khác. Bánh có phủ vừng, sau khi rán trở nên căng phồng, quyện với mùi thơm của bột mì rán giòn.

## Lịch sử

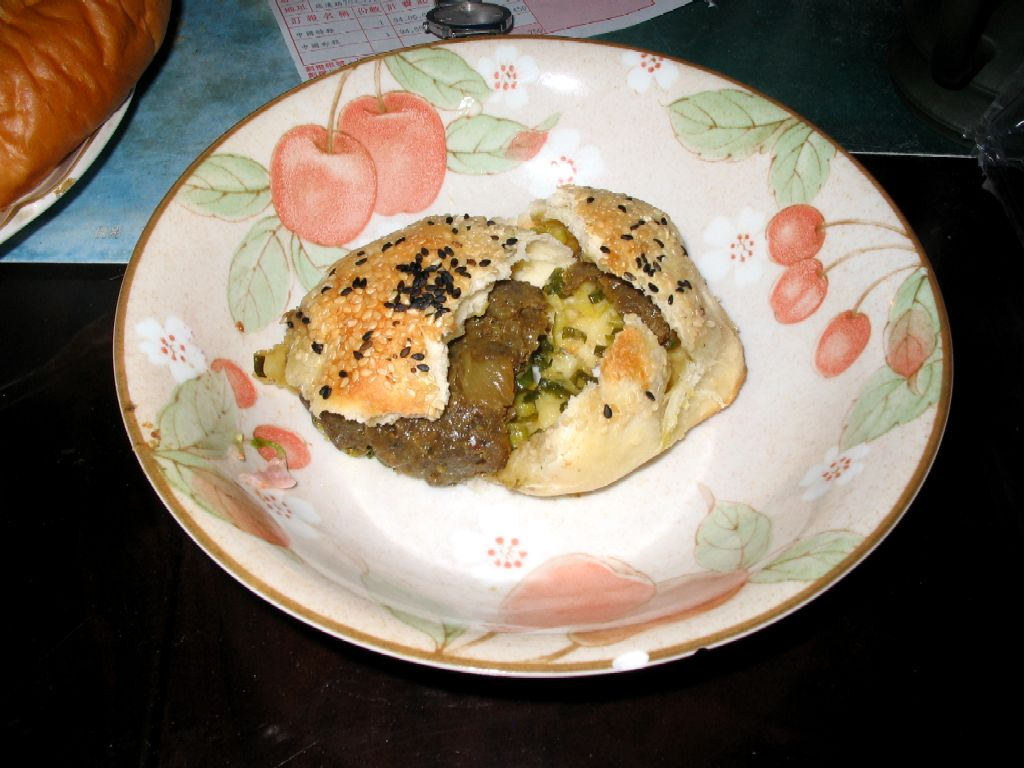
Nhân bên trong bánh tiêu mặn

Không có thông tin về nguồn gốc của bánh tiêu. Món ăn này có ở Phúc Châu và Đài Loan. Các cửa hàng ở Đài Loan đặt tên món này là Bánh tiêu Phúc Châu (tiếng Trung: 福州胡椒餅), ghi nhận những người Phúc Châu nhập cư đã sáng tạo ra bánh tiêu. Nhiều cửa hàng bán bánh tiêu lâu đời nhất do những người gốc Phúc Châu thành lập.

## Cách làm bánh tiêu mặn

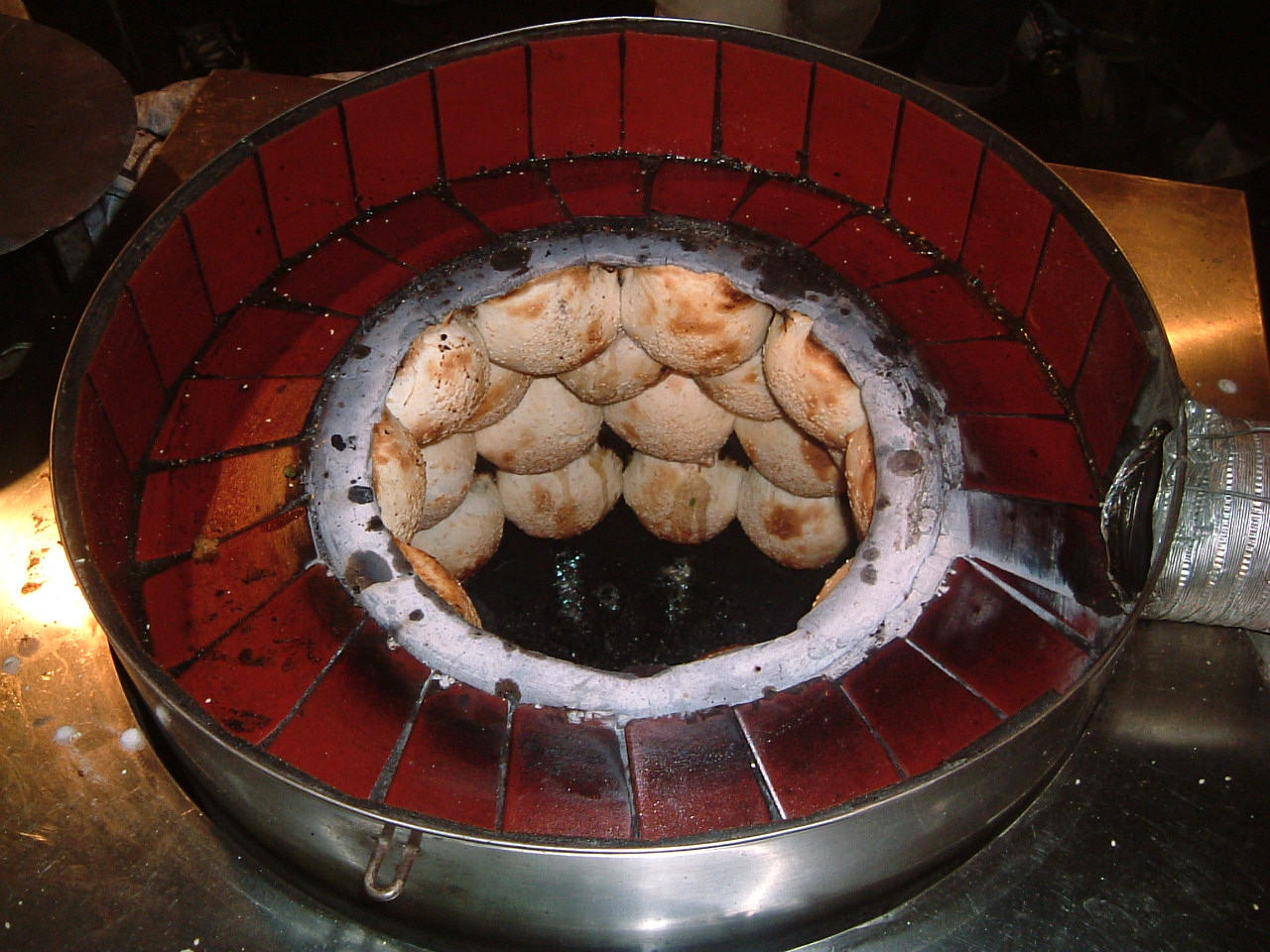
Bánh tiêu được nướng trong lò

Vỏ bánh bên ngoài được chuẩn bị bằng bột, nước và một chất men như men hoặc bột nở. Đôi khi người ta thêm mỡ lợn, bơ hoặc dầu vào bột để cho bánh thêm giòn và phồng như bánh sừng bò sau khi nướng. Vỏ bánh được chuẩn bị thành từng hình tròn riêng lẻ và cán mỏng như vỏ bánh bao.
Thành phần chính của nhân là thịt, thường là thịt lợn. Thịt được xay hoặc cắt lát mỏng. Một số cửa hàng sử dụng thịt xay và thịt thái lát để làm miếng bánh, nhưng thịt xay thường được sử dụng hơn vì nó tạo ra nhiều nước sốt hơn khi nấu chín. Thịt thường được ướp với một ít bột tiêu trắng hoặc đen, nước tương, đường và rượu dùng trong nấu ăn. Một số cửa hàng cũng thêm bột ngũ vị hương hoặc bột cà ri khi ướp thịt.
Thịt ướp được trải trên bột mỏng, sau đó bỏ một ít hành lá cắt nhỏ lên trên miếng thịt và cuộn lại bằng bột. Hành lá phải được thêm vào ở một bước riêng biệt - không bao giờ được trộn vào phần nhân thịt - để giữ lại hương vị hành lá rõ ràng cho bánh. Không giống như các loại bánh khác, đầu nối của bánh tiêu được cuộn lại ở phía dưới. Sau đó mặt trên của bánh được láng bằng nước, cuối cùng rắc vừng trắng lên trên.
Tiếp theo bánh được nướng trong một lò đất sét hình trụ, nhiệt độ cao, tương tự như loại lò tandoor. Người ta đốt than bên dưới để làm nóng lò. Những chiếc bánh nhỏ sẽ được xếp từ dưới lên trên theo chiều dọc cạnh lò. Để lấy bánh sau khi chín ra, người ta dùng một vật phẳng như dao cùn hoặc thìa để nậy bánh ra khỏi mặt lò. Người ta sẽ đặt một chiếc chao để hứng bánh tránh để bánh rơi xuống đáy lò.
Bánh chín có một lớp bột giòn, mỏng, gần như bánh quy giòn. Khi cắn vào sẽ chảy nước thịt ra. Do cách gói bánh nên hành lá xanh nằm ở giữa bánh với thịt quấn quanh, thay vì nằm dưới cùng.

## Sự phổ biến
Bánh tiêu lần đầu tiên bắt đầu phổ biến bên ngoài Đài Loan khi nó được giới thiệu trên các chương trình du lịch như The Layover của Anthony Bourdain. Ngoài ra nó còn xuất hiện trong chương trình ẩm thực trên kênh TVB của Hồng Kông là Đầu bếp hàng xóm mùa ba. Nó nhanh chóng trở thành một trong những món ăn phải thử khi khách đến Đài Loan du lịch. Khách du lịch đến thăm Đài Loan và đã nếm thử món bánh này thường viết blog về nó. Thời gian chờ đợi để mua một chiếc bánh tiêu nổi tiếng là rất lâu trong giờ cao điểm tại bất kỳ cửa hàng nào. Thời gian chờ trung bình thường ít nhất là 30 phút. Khách hàng cũng thường phải mua theo đợt do phải xếp hàng chờ đợi lâu. Khi cửa hàng bán hết hàng và hết nguyên liệu, họ thường đóng cửa hàng trong ngày, thay vì lấy thêm nguyên liệu để làm thêm bánh.
Loạt phim anime Shokugeki no Soma cũng giới thiệu món bánh này.